# Йохан Георг I (Саксония)
Йохан Георг I (на немски: Johann Georg I, * 5 март 1585 в Дрезден, † 8 октомври 1656 също там) от рода на Албертинските Ветини е курфюрст на Саксония от 1611 г. и ерц-маршал на Свещената Римска империя.
Той е вторият син на курфюрст Кристиан I (1560-1591) и
София от Бранденбург (1568–1622), дъщеря на курфюрст Йохан Георг от Бранденбург.
След ранната смърт на по-големия му бездетен брат Кристиан II на 23 юни 1611 г. той поема управлението.
През 1619 г., в хода на Тридесетгодишната война, Йохан Георг I отказва да кандидатства за короната на Кралство Чехия. Той обаче става лидер на протестантите с тяхната съпротива срещу стремежа на Фердинанд ІІ да наложи абсолютизъм и контрареформация. Активно съдейства на шведския крал Густав ІІ Адолф в битката при Брайтенфелд. През 1635 г. обаче променя курса, става съюзник на императора чрез Пражкия договор и му остава верен почти до края на войната. Шведите нееднократно атакуват и опустошават страната му и той се вижда принуден да подпише мир още през 1646 г.

## Бракове
Йохан Георг I се жени за пръв път на 16 септември 1604 г. за принцеса Сибила Елизабет фон Вюртемберг (1584–1606), дъщеря на херцог Фридрих I фон Вюртемберг от Вюртемберг, която умира при раждане на мъртвороден син (*/† 20 януари 1606 в Дрезден).
Йохан Георг I се жени втори път в Торгау на 19 юли 1607 г. за принцеса Магдалена Сибила от Прусия (1586–1659).
Йохан Георг I умира на 8 октомври 1656 г. в Дрезден и е погребан в катедралата на Фрайберг. В завещание той създава от Курфюрство Саксония за неговите три по-малки сина техни херцогства (Саксония-Мерзебург, Саксония-Вайсенфелс и Саксония-Цайц).

## Деца
С втората си съпруга Магдалена Сибила от Прусия (1587–1659), дъщеря на херцог Албрехт Фридрих от Прусия и Мария Елеонора от Юлих-Клеве-Берг, Йохан Георг I има десет деца:
- София Елеонора (1609–1671) ∞ Георг II, ландграф на Хесен-Дармщат
- Мария Елизабет (1610–1684) ∞ Фридрих III, херцог на Шлезвиг-Холщайн-Готорп
- Кристиан Албрехт (* 4 март 1612, † 9 август 1612)
- Йохан Георг II (1613–1680), курфюрст на Саксония
- Аугуст (1614–1680), херцог на Саксония-Вайсенфелс
- Кристиан I (1615–1691), херцог на Саксония-Мерзебург
- Магдалена Сибила (1617–1668) ∞ (I) Кристиан, кронпринц на Дания; ∞ (II) Фридрих Вилхелм II, херцог на Саксония-Алтенбург
- Мориц (1619–1681), херцог на Саксония-Цайц
- Хайнрих (* 27 юни 1622,† 15 август 1622)